# James Quinn (Leichtathlet)

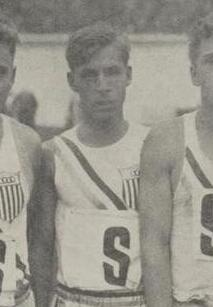
James Quinn (1928)

James „Jimmy“ Quinn (* 9. September 1906 in Brooklyn, New York, N.Y.; † 12. Juli 2004 in Cranston, Rhode Island) war ein US-amerikanischer Leichtathlet und Olympiasieger.
Als Student des College of the Holy Cross, einem Jesuiten-College in Worcester, Massachusetts, gewann Quinn 1928 die IC4A-Meisterschaften über 100 Yards. Im selben Jahr gewann er bei den IX. Olympischen Spielen 1928 in Amsterdam zusammen mit seinen Mannschaftskameraden Frank Wykoff, Charles Borah und Henry Russell die Mannschaftsgoldmedaille mit einer neuen Weltrekordzeit von 41,0 s, vor den Mannschaften aus Deutschland (Silber) und Großbritannien (Bronze).